# 第92歩兵師団 (アメリカ軍)
第92歩兵師団 (だいきゅうじゅうにほへいしだん、英語:92nd Infantry Division)は、第一次世界大戦と第二次世界大戦で活躍したアメリカ陸軍の歩兵師団の1つ。1917年10月、アメリカが第一次世界大戦に参戦した後、カンザス州のキャンプ・ファンストンで、全州からアフリカ系アメリカ人兵士を集めて師団を編成した。 1918年にフランスに出発する前、水牛が師団記章に選ばれたのは、19世紀にアフリカ系アメリカ人騎兵に与えられた「バッファロー・ソルジャーズ」という愛称に由来している。「バッファロー・ソルジャーズ師団」の愛称は、最初に組織された師団の一つである第366歩兵師団から継承されたものである。
第92歩兵師団は、第二次世界大戦中にヨーロッパで戦闘を行った唯一のアフリカ系アメリカ人歩兵師団であった。アメリカ第5軍の一員として、イタリアで戦った。この師団は1944年から終戦までイタリアに残って活動した。

## 歴史

### 第一次世界大戦
第92師団は、アメリカが第一次世界大戦に参戦してから半年以上が経過した1917年10月24日、国軍で初めて紙面上で構成された。この師団は、チャールズ・バルー少将の指揮の下、第183歩兵旅団と第365歩兵連隊、第366歩兵連隊、第184歩兵旅団と第367歩兵連隊、第368歩兵連隊で構成され、砲兵隊、機関兵隊、医療隊、信号機隊などの支援部隊が所属していた。
1917年10月27日、カンザス州のキャンプ・ファンストンで師団が編成され、最初に連隊レベルの訓練を受けた。この師団では、104人の黒人大尉、397人の中尉、125人の少尉がアイオワ州デモインの「黒人将校キャンプ」で訓練を受けた。
キャンプ・ファンストンの東端には特別な "黒人ゾーン "が建設され、"個別の娯楽施設と交流施設 "が設けられることになっていました。カンザス州ジャンクション・シティの銀行家、A.D.ジェリーソンは、アフリカ系アメリカ人の研修生を派遣した７つの州の黒人が建てる「コミュニティ・ハウス」のために土地を提供した。
- 結成: 1917年10月[5]
- 渡海: 1918年7月18日

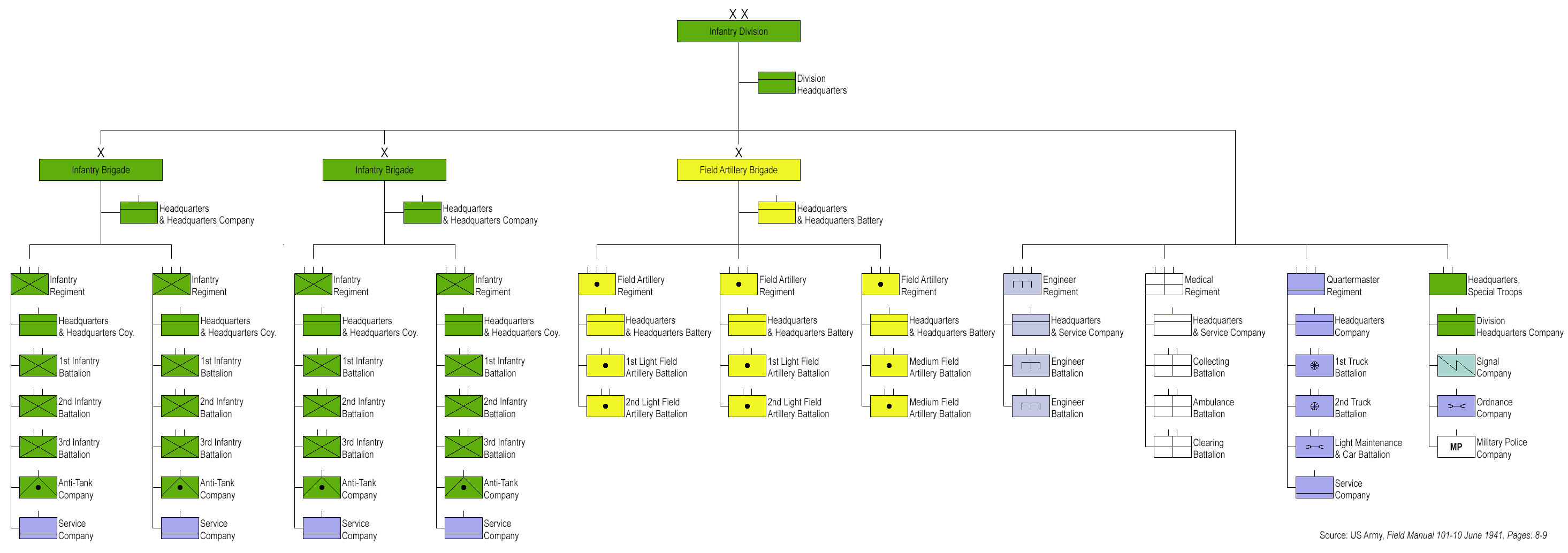
スクエア師団の例: 1918年アメリカ歩兵師団。左端には、2個連隊からなる2つの旅団が見える。

- 主任務: ムーズ・アルゴンヌ攻勢 少数の野戦砲兵
- 死傷者: 総数: 1,647 (KIA: 120; WIA: 1,527)
- 指揮官: Charles C. Ballou少将 (1917年10月29日), Charles Henry Martin少将 (1918年11月19日), James B. Erwin准将 (1918年12月16日)
- アメリカへの帰還及び解散: 1919年2月

第93師団と同様に、第92師団の一部は、ウッドロウ・ウィルソン大統領、ニュートン・ベイカー陸軍長官、そして「分離平等」を推進する南部民主党の人種政策に固執したアメリカ遠征軍が、アフリカ系アメリカ人兵士の戦闘参加を拒否した後、フランス軍の下で、フランス軍と一緒に任務を遂行した。
第92師団は黒人の徴兵で結成された国立陸軍の部隊で、4つの正規陸軍連隊から転属してきた154人の下士官を擁していたが、ほとんどが訓練を終えたばかりの経験の浅い黒人下士官で、白人将校が指揮を執っていた。彼らは、戦線に投入される前に師団としての機動を許されていない未熟な部隊であった。西部戦線に到着した後、他のAEF部隊と同様に、第92師団は塹壕での展開のための訓練を受けた。彼らは1918年8月中旬に中隊でフランス部門の前線に投入され始めた。第92砲兵旅団は1918年10月になって初めて戦線に投入された。  ラルフ・ワルド・タイラーは、陸軍長官ニュートン・ベイカーによって第92師団の報告を任された。タイラーは、当時、第一次世界大戦を取材した最初のアフリカ系アメリカ人であり、唯一のアフリカ系アメリカ人として認定されていた。 
第92師団は1918年11月のムーズ・アルゴンヌ攻勢で戦闘を行った。

#### Units
第92師団 (1917–19)
- 第92師団司令部[6]
- 第183歩兵旅団
  - 第365歩兵連隊
  - 第366歩兵連隊
  - 第350マシンガン大隊
- 第184歩兵旅団
  - 第367歩兵連隊
  - 第368歩兵連隊
  - 第351マシンガン大隊
- 第167野戦砲兵旅団
  - 第349野戦砲兵連隊
  - 第350野戦砲兵連隊
  - 第351野戦砲兵連隊

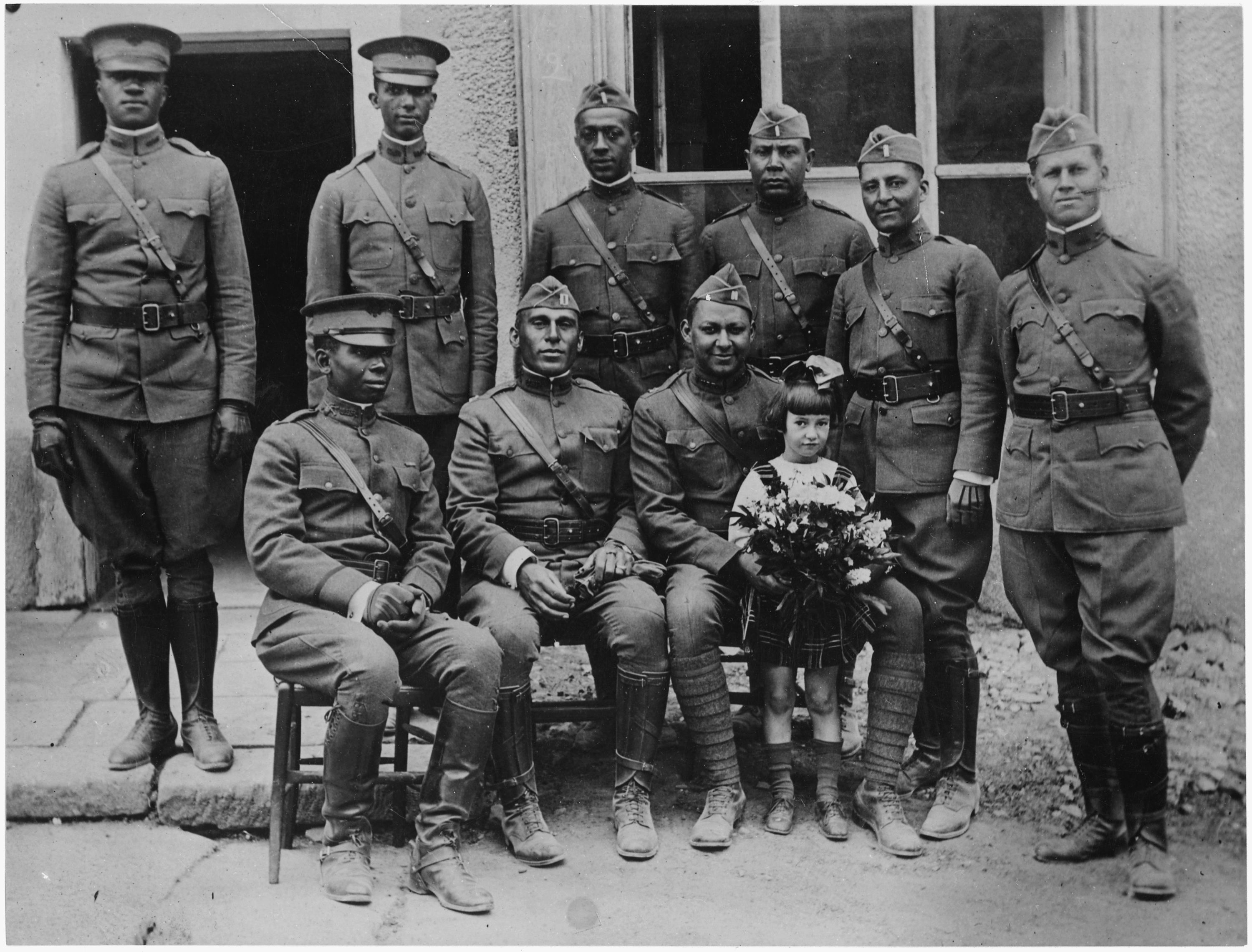
西部戦線での第92師団第367歩兵連隊の将校たち。（1918年と推定）

  - 317th Trench Mortar Battery
- 第349マシンガン大隊
- 317th Engineer Regiment
- 317th Medical Regiment
- 317th Field Signal Battalion
- Headquarters Troop, 92nd Division
- 317th Train Headquarters and Military Police
  - 317th Ammunition Train
  - 317th Supply Train
  - 317th Engineer Train
  - 317th Sanitary Train
    - 365th, 366th, 367th, and 368th Ambulance Companies and Field Hospitals

### 第二次世界大戦
- 結成: 1942年10月15日
- 渡海: 1944年9月22日

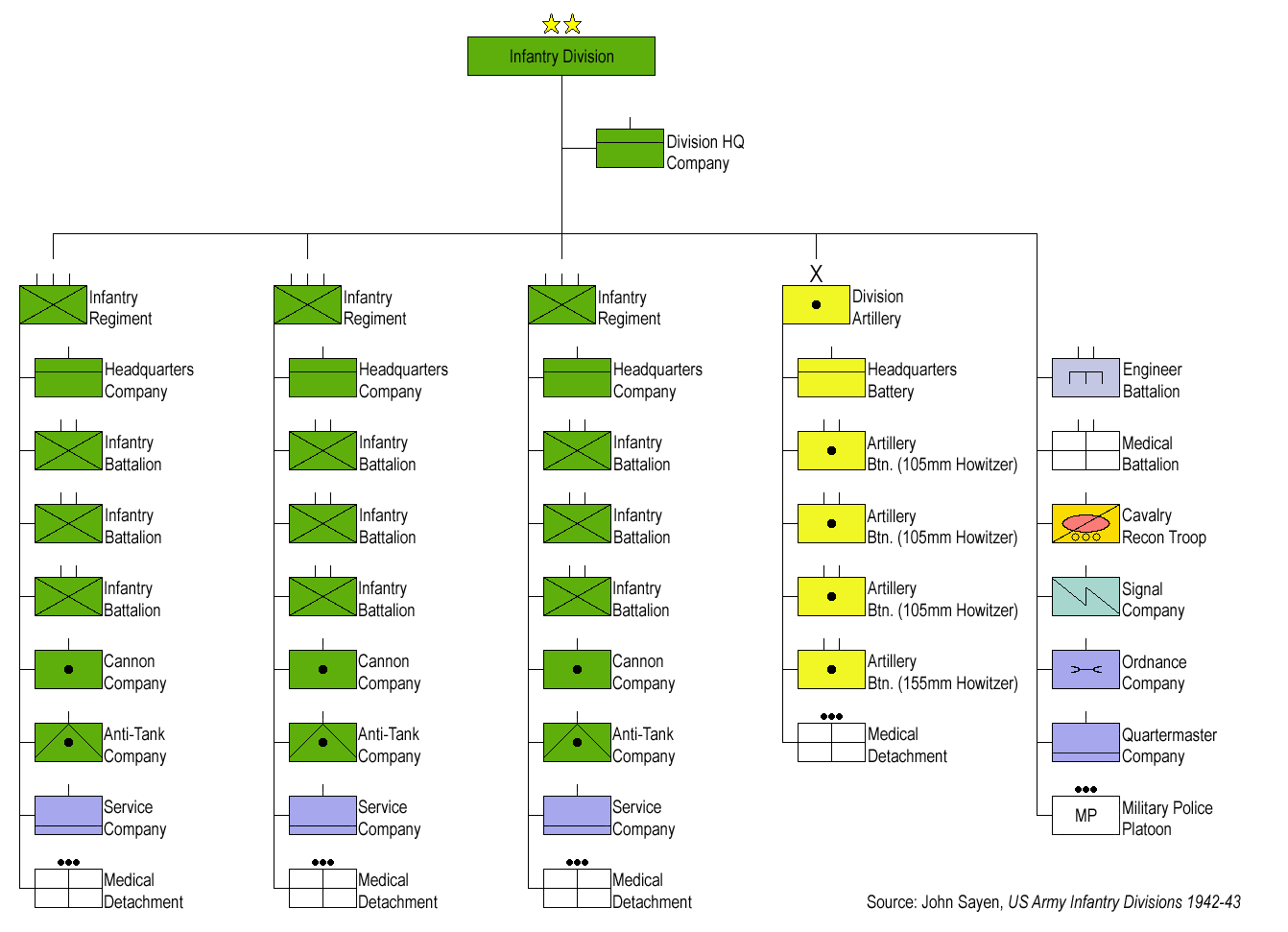
三角師団の例: 1942年の米軍歩兵師団。スクエア師団の旅団が撤収され、師団直属の3個連隊が存在する。

- 戦線: ゴート線（英語版）、1945年春攻勢 (イタリア)（英語版）
- 表彰: 名誉勲章: 2 (Posthumously in 1997); 殊勲十字章: 2; Army Distinguished Service Medal: 1; シルバースター: 208; レジオン・オブ・メリット: 16; ソルジャーズメダル: 6; ブロンズスターメダル: 1,166; パープルハート章: 1,891; Order of the Crown of Italy: 8; Military Cross for Military Valor (Italian): 17; Military Cross for Merit in War (Italian): 22; War Medal (Brazil): 1
- 指揮官: エドワード・アーモンド少将(1942年10月 – 1945年8月), John E. Wood准将 (1945年8月から解隊まで)
- アメリカへの帰還: 1945年11月26日
- 解散: 1945年11月28日

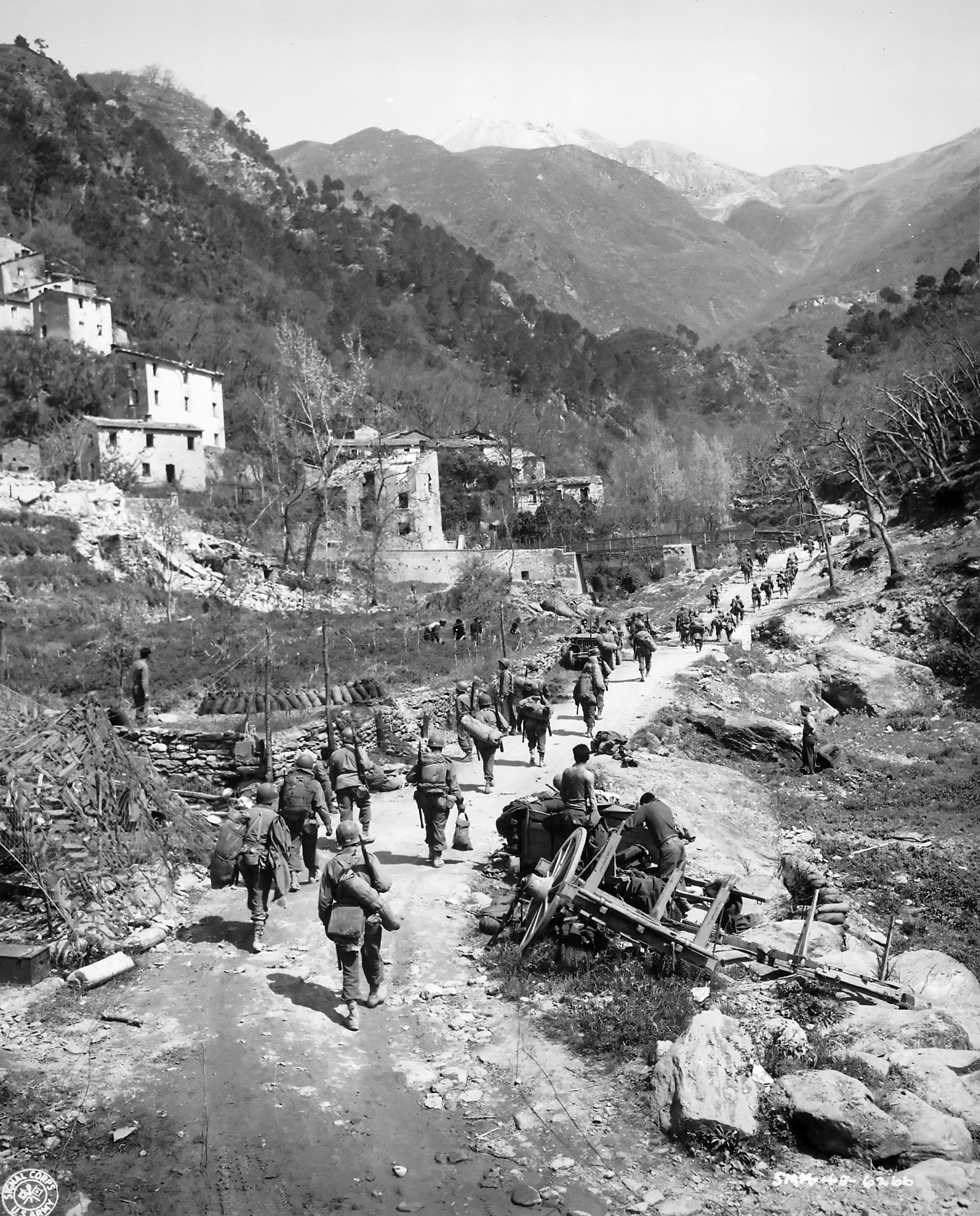
The soldiers of the 92nd Infantry Division enter the city of Montignoso (MS), Italy after having freed it from German troops, 8 April 1945.

アメリカの第二次世界大戦参戦から10ヵ月後の1942年10月15日、エドワード・アーモンド少将の指揮の下、アリゾナ州フアチュカ基地で「カラード」名称の歩兵師団として再結成し、約2年間アメリカ国内で訓練を積んできた。1944年7月下旬、第370歩兵連隊はイタリアに海外派遣され、第1機甲師団に一時的に所属した。残りの師団も同年9月に海外に派遣され、師団全体としてイタリア戦線の残りの期間、激しい戦闘を経験することになる。
第92師団がイタリア戦線に参加する間、バッファローソルジャーは様々な国籍の部隊と接触した。付属の第442連隊戦闘団を越えて、英仏の植民地軍（モロッコ、アルジェリア、セネガル、インド、グルカ、アラブ、ユダヤ系パレスチナ人）、亡命ポーランド人、ギリシャ人、チェコ人、反ファシストのイタリア人、ブラジル遠征軍（FEB）の軍隊とも接触していたのである。
この師団の雑誌は『The Buffalo』であった。そのアートディレクターであるテッド・シアラーは、初期のアフリカ系アメリカ人の漫画『Quincy』を創作することになる。

#### 指揮官

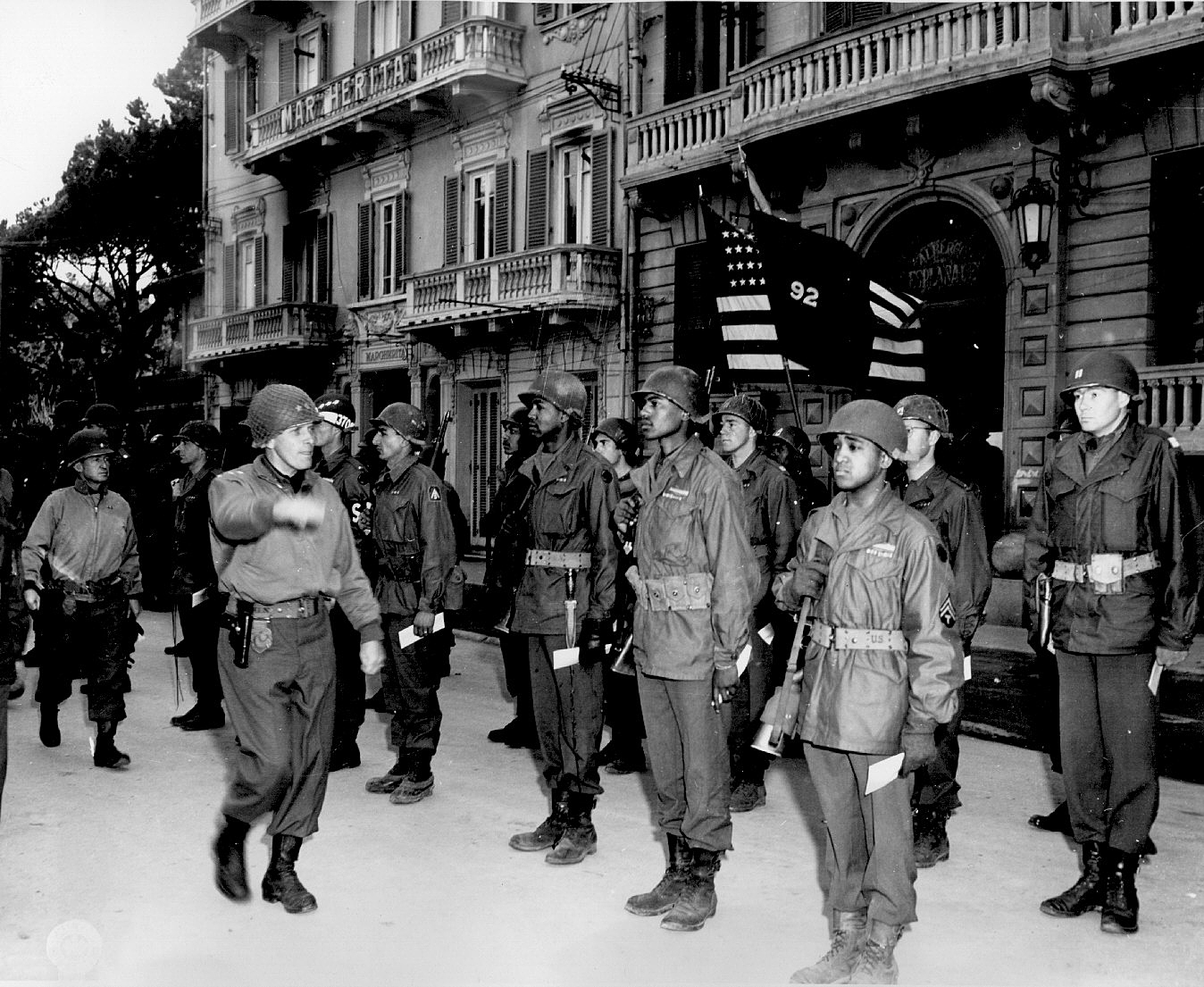
Major General Edward Almond, Commanding General of the 92nd Infantry Division, inspects his troops during a decoration ceremony, March 1945.

師団長のエドワード・アーモンド少将は、同じバージニア軍事大学（VMI）出身のアメリカ陸軍参謀総長ジョージ・マーシャル将軍から一時期高く評価されていた。このことが、アーモンドが少将に昇進し、その後、1942年10月の師団結成から1945年8月まで師団長を務めた大きな要因であった。1944年から1945年にかけてのイタリア戦線では、師団を率いて戦闘に参加した。マーシャル将軍はアーモンドを師団長に抜擢したが、それはアーモンドが困難と思われる任務に秀でていると考えたからである。しかし、アーモンドは成績が悪く、その原因を師団の大部分がアフリカ系アメリカ人の部隊で構成されていることに求めるようになった。彼は自分の部隊が戦闘での失敗の原因であると考え、二度とアフリカ系アメリカ人兵士を戦闘部隊として使わないよう軍に忠告するようになった。

#### 戦歴

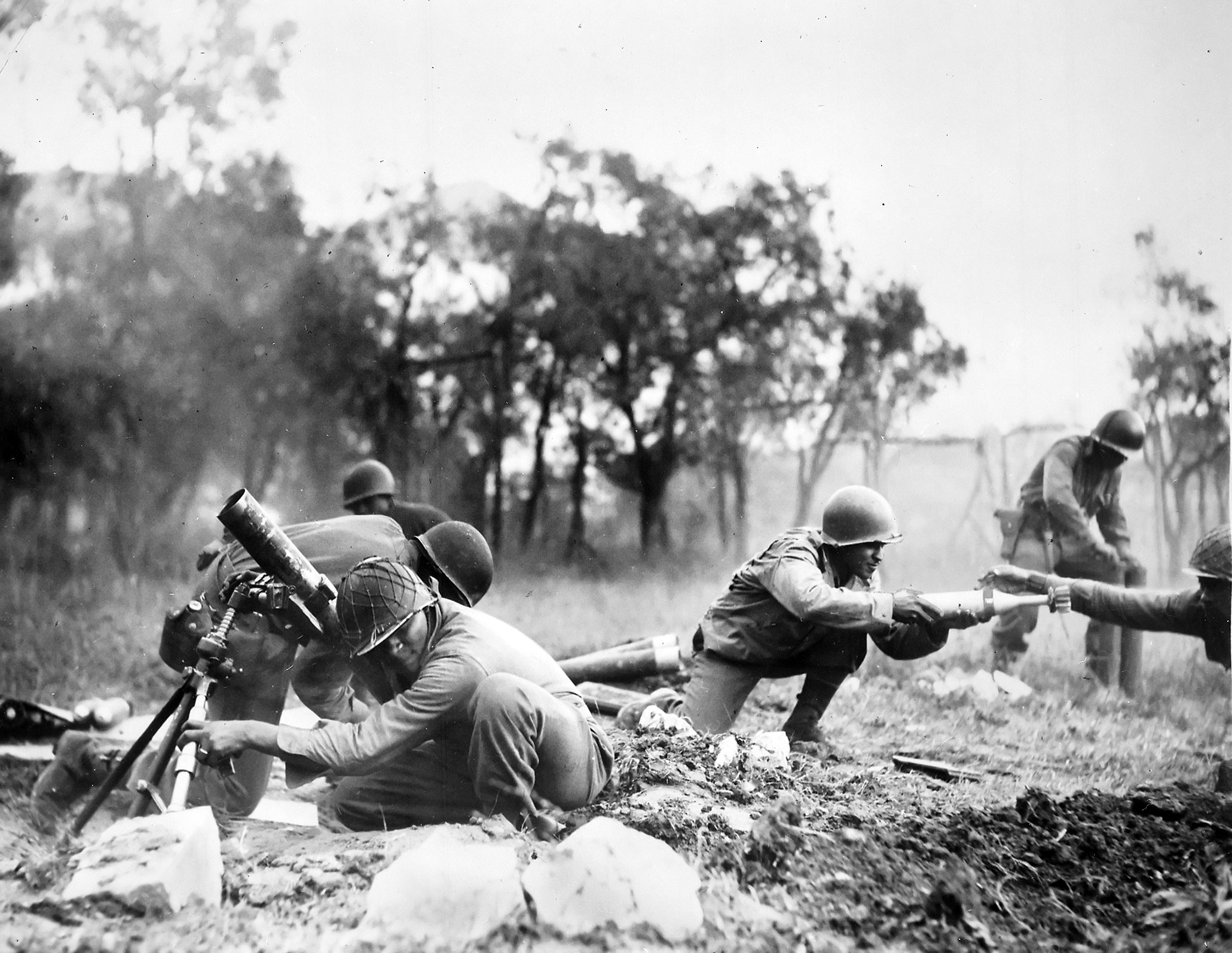
Soldiers of the 92nd Infantry Division operate a mortar, Massa, Italy in November 1944.

第1機甲師団所属の第370連隊戦闘団は、1944年8月1日にイタリアのナポリに到着し、24日に戦闘を開始した。アルノ川渡河、ルッカ占領、ゴート線に参加した。敵の抵抗はごくわずかであった。第92師団は、10月5日、リグーリア海岸のマッサ方面を攻撃した。12日までに、わずかな利益を得たが、反撃により失われた。10月13日、師団の残りは哨戒活動に専念した。第92師団の一部は1944年11月3日にSerchio地区に移動し、Serchio川流域で軽い抵抗を受けながらも前進したが、カステルヌオーヴォ・ディ・ガルファニャーナを攻略する試みは成功しなかった。哨戒活動は12月26日まで続けられ、敵の攻撃により第92師団は撤退を余儀なくされた。12月28日、攻撃は終了した。攻撃部隊はイタリア社会共和国ファシスト軍、イタリア第4師団「モンテ・ローザ」（4個大隊）を中心に、ドイツ軍3個大隊が支援した。第92師団の部隊は哨戒・偵察のほか、1945年2月5日から8日にかけてセルキオ方面の敵軍を攻撃し、第1「イタリア」ベルサグリエリ師団を相手に前進したが、敵の反撃で第92師団の前進は全て無効となった。
After continuing poor combat performance including many instances of unauthorized withdrawals upon meeting the enemy, low morale and malingering, the 92nd Infantry Division was considered of inferior quality both by German and U.S. commands and fit for only defensive roles.  Things deteriorated to the point that the division was withdrawn from the lines and rebuilt in early 1945 with the removal of the 366th Infantry Regiment (formed into two engineer general service regiments) and the addition of the 473rd and 442nd Infantry Regiments. Many historians have begun to reevaluate the combat record of the 92nd Division as contemporaneous reports of its honorable performance have continued to surface. Numerous veterans of the division believed that the reports of poor performance were motivated by racist sentiments present within the senior officer ranks. Even as evidence mounts in support of the division's honorable conduct, some still seek to suppress these facts. The famous and highly decorated Nisei 442nd, made up of Japanese Americans, was withdrawn from the fighting in France to bolster the division's combat effectiveness. The 365th and 371st Infantry Regiments became training and security regiments, respectively, and were stationed in rear areas, although still nominally assigned to the division.

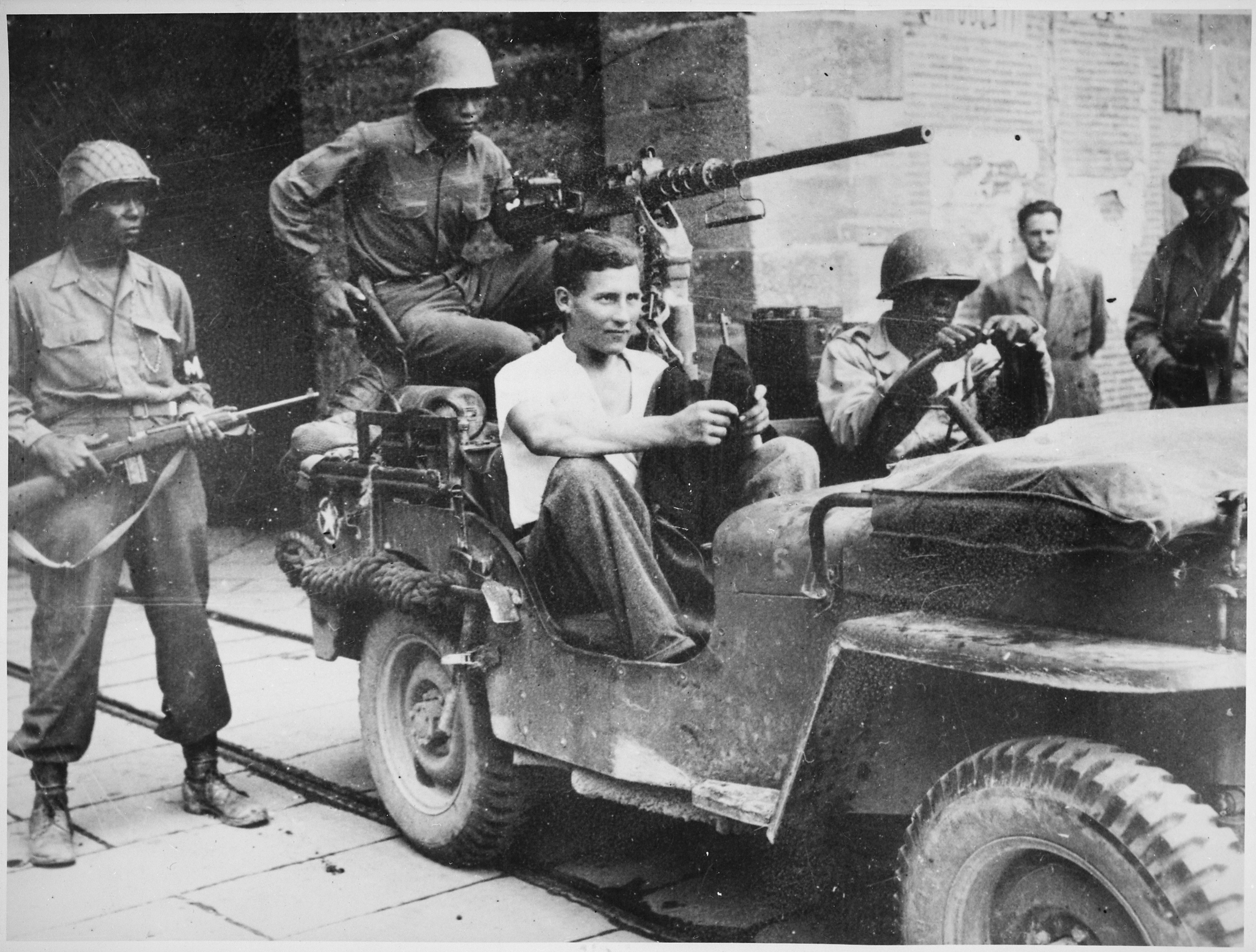
Soldiers of the 92nd Infantry Division with a captured German soldier.

On 1 April, the 370th RCT and the attached 442nd Regimental Combat Team (Nisei) attacked the Ligurian coastal sector and drove rapidly north against light opposition from the German 148th Infantry Division, which was supported only by Italian coastal units. The 370th took over the Serchio sector and pursued the retreating enemy from 18 April until the collapse of all enemy forces on 29 April 1945. Elements of the 92nd Division entered La Spezia and Genoa on 27th and took over selected towns along the Ligurian coast until the enemy surrendered on 2 May 1945.

#### 死傷者
- Total battle casualties: 2,997[14]
- Killed in action: 548[14]
- Wounded in action: 2,187[14]
- Missing in action: 206[14]
- Prisoner of war: 56[14]

##### 勲章受章者
- John R. Fox, 1st Lt, Cannon Company, 366th Infantry Regiment, 92nd Infantry Division, near Sommocolonia, Serchio Valley, Italy, 26 December 1944.
- Vernon J. Baker, 1st Lt, 92nd Infantry Division, near Viareggio, Italy, 5–6 April 1945.

Note: The Medal of Honor was not awarded to these recipients until 1997.

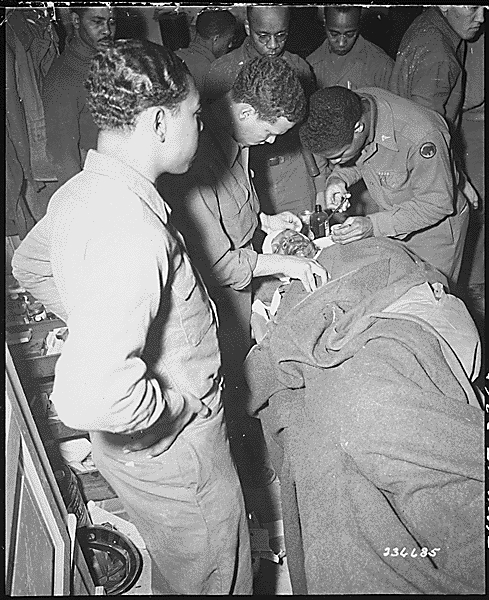
Capt. Ezekia Smith, of the 370th Infantry Regiment, receives treatment at the 317th Medical Battalion Collecting Station, for shell fragments in face and shoulders suffered near Querceta, Italy.

#### 戦闘序列
第92歩兵師団 (1942–45)
- 第92歩兵師団司令部
- 第365歩兵連隊
- 第370歩兵連隊
- 第371歩兵連隊
- Headquarters and Headquarters Battery, 92nd Infantry Division Artillery
  - 第597野戦砲兵大隊 (105 mm)
  - 第598野戦砲兵大隊 (105 mm)
  - 第599野戦砲兵大隊 (105 mm)
  - 第600野戦砲兵大隊 (155 mm)
- 317th Engineer Combat Battalion
- 317th Medical Battalion
- 92nd Cavalry Reconnaissance Troop (Mechanized)
- Headquarters, Special Troops, 92nd Infantry Division
  - Headquarters Company, 92nd Infantry Division
  - 792nd Ordnance (Light Maintenance) Company
  - 92nd Quartermaster Company
  - 92nd Signal Company
  - Military Police Platoon
  - Band
- 92nd Counterintelligence Corps Detachment

付属部隊:
- 第366歩兵連隊 (1944年11月 – 1945年2月)
- 第442歩兵連隊(Nisei) (1945年4月 – )
- 473rd Regimental Combat Team (formed from anti-aircraft units) (February 1945 – May 1945?).
- 758th Tank Battalion (Colored)
- 679th Tank Destroyer Battalion (Colored)
- 894th Tank Destroyer Battalion
- 701st Tank Destroyer Battalion

タスクフォース1 (1945年2月):
- 3rd Battalion / 366th Infantry Regiment
- Company B, 317th Engineer Battalion
- 760th Tank Battalion
- 84th Chemical Mortar Battalion
- 27th Armored Field Artillery Battalion